# マーケット (ミシガン州)

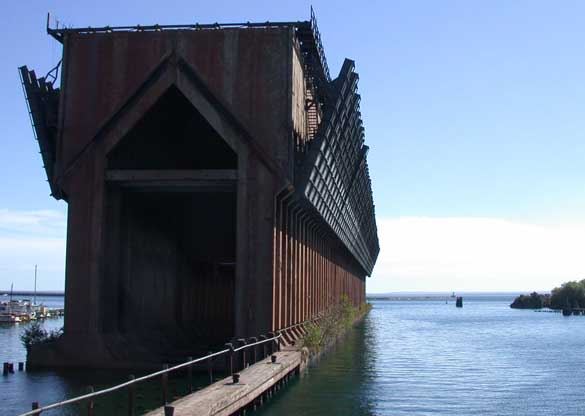
マーケット港の鉄鉱石埠頭

マーケット郡内の位置

マーケット（Marquette）は、アメリカ合衆国ミシガン州の都市。マーケット郡の郡庁所在地である。人口は2万0629人（2020年）で、アッパー半島最大の都市である。
かつては鉄鉱石の鉱業の中心地および積出港として栄えた。現在でも周辺のいくつかの鉄山は細々と操業を続けており、マーケット港はスペリオル湖の主要な港湾のひとつである。しかし、現在では鉱業都市・港湾都市としてよりも夏の涼しさと周辺の自然環境を活かした避暑地・観光地として賑わいを見せている。また、マーケットはアッパー半島の文化の中心地でもある。市の中心部には北ミシガン大学がキャンパスを構え、歴史的な建築物が並び、複数の博物館・美術館が建っている。

## 歴史

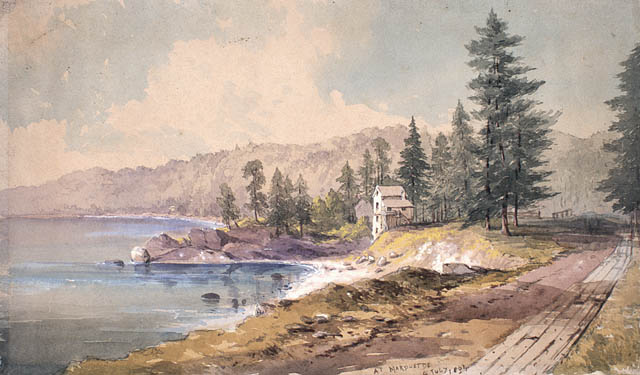
マーケット（1864年）

マーケットはアモス・ハーロー（Amos Harlow）とハーローが所属していた探検隊の隊長であったピーター・ホワイト（Peter White）によって設立された。当初はハーローの出身地であるボストン郊外の都市、マサチューセッツ州ウースターにちなんでウースターと名付けられた。その後、市はフランスの宣教師であり、探検家でもあったジャック・マルケットにちなんでマーケットと改名された。やがてマーケットは近隣の鉄山で採掘されるヘマタイトや鉄鉱石の積出港として成長していった。
1920年代までは鉄鉱石の鉱業の中心地、また港湾都市として栄えたマーケットであったが、その後鉱業は次第に下火となっていった。しかし第二次世界大戦が終わり、東西冷戦時代に入ると、マーケットには重要な空軍基地が置かれた。同基地にはB-52H爆撃機やKC-135給油機・輸送機が配置された。ソ連が崩壊し、冷戦時代に幕が下ろされた後、1995年に同基地は閉鎖され、郡有のソーヤー国際空港として開港した。同空港には現在ミネアポリス・セントポール国際空港やデトロイト・メトロポリタン・ウェイン・カウンティ空港からのノースウェスト航空の提携便やシカゴ・オヘア国際空港からのアメリカン航空の提携便、ミルウォーキーのジェネラル・ミッチェル国際空港からのミッドウェスト航空の提携便が発着し、マーケットのみならずアッパー半島の玄関口としての役割を果たしている。

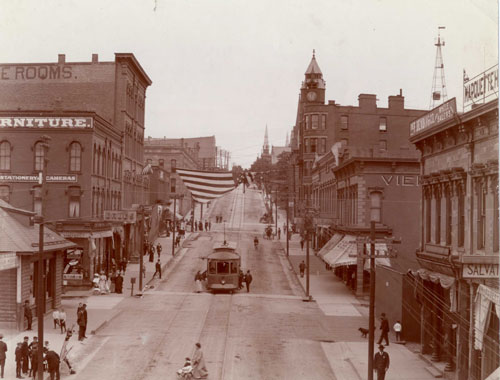
全盛期のマーケットの町並み（1909年）

一方、マーケット周辺の鉄山では現在も細々と操業が続けられている。しかし、かつてのような鉱業都市・港湾都市としてよりは、夏の涼しさと自然環境、市内に立ち並ぶ歴史的建築物などを活かし、避暑地・観光地として賑わっているのが現状である。
2004年の大統領選においては、ジョージ・ウォーカー・ブッシュがマーケットで選挙活動を行った。アッパー半島に現職のアメリカ合衆国大統領が訪れるのは1911年のウィリアム・タフト以来93年ぶりのことであった。 
2006年から2007年にかけて、小説家タイラー・ティチェラー（Tyler R. Tichelaar）は1849年から1999年までのマーケットの歴史を描いた三部作、「アイアン・パイオニアーズ」（Iron Pioneers）・「ザ・クイーン・シティ」（The Queen City）、「スペリオル・ヘリテージ」（Superior Heritage）を発表した。

## 地理

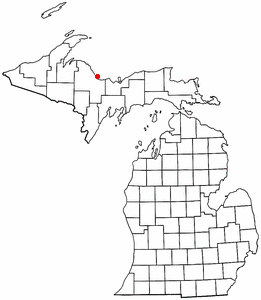
ミシガン州内の位置

マーケットは北緯46度32分47秒 西経87度24分24秒 / 北緯46.54639度 西経87.40667度に位置している。同市はアッパー半島中北部に位置している。市の東側と北側にはスペリオル湖の水面が広がっている。市はロウアー半島にある州の主要都市よりもウィスコンシン州に近く、グリーンベイへは南へ約280km、ミルウォーキーへは南へ約470kmである。またウィスコンシン州を隔てたミネソタ州ダルースへは西へ約400km、シカゴへは南へ約610kmで、州内のランシング（南東約635km）やデトロイト（南東約730km）よりも近い。アッパー半島の東端、カナダとの国境に位置するスーセントマリーへは東へ約270kmである。
アメリカ合衆国統計局によると、マーケット市は総面積50.2km²（19.4mi²）である。このうち29.6km²（11.4mi²）が陸地で20.6km²（8.0mi²）が水域である。総面積の41.09%が水域となっている。マーケットの市街地は南北方向、東西方向共に4km程度の範囲内に収まっている。アッパー半島を縦断し、ウィスコンシン州のミシガン湖岸へと抜ける国道41号線は西方向からマーケットのダウンタウンを通り、スペリオル湖に沿って南東方向へと走っている。
マーケットのダウンタウンにはビジネス街が形成されているほか、歴史的な建造物が並び、各種ショップやアートギャラリー、博物館・美術館、レストランが建ち並んでいる。ワシントン・ストリート、フロント・ストリート、3rdストリートの並木道にはベンチが至る所に設置され、ランプ風の街灯が立ち並んでいる。ダウンタウンの北側はザ・ビレッジ（The Village）と呼ばれる地区で、北ミシガン大学がキャンパスを構え、同学の学生や教職員が多く住む、住民の多様性に富んだ地域となっている。ダウンタウンの南側のシラス・ヒルズ地区（Shiras Hills）はマーケットの高級住宅街で、シラス・パーク（Shiras Park）をはじめとする公園が多数あるほか、マーケット周辺の多くのハイキングコースの起点ともなっている。しかし近年では、高所得者層はビショップ・ウッズ地区（Bishop Woods）に移りつつある。
マーケットの気候は短く涼しい夏と長く寒さの厳しい冬に特徴付けられる。またマーケットは全米有数の豪雪地帯として知られ、降雪量は年間約330cm、最も多い月で月間70cmに迫る。スペリオル湖を越える最中に湿度を増す冬の北寄りの風が風下に位置するマーケットほかアッパー半島の北岸に大雪を降らせるのである。これはシベリアからの季節風が日本海を越える最中に湿気を増し、日本の北陸地方に大雪を降らせるのに似ている。また、同様のメカニズムで大雪が降りやすい五大湖周辺の都市としては、エリー湖岸のオハイオ州クリーブランドやニューヨーク州バッファローなどが挙げられる。
|               | 1月   | 2月   | 3月  | 4月  | 5月  | 6月  | 7月  | 8月  | 9月   | 10月 | 11月 | 12月 | 年    |
| ------------- | ----- | ----- | ---- | ---- | ---- | ---- | ---- | ---- | ----- | ---- | ---- | ---- | ----- |
| 平均気温（℃） | -10.6 | -10.0 | -4.4 | 2.8  | 10.6 | 15.6 | 18.3 | 17.2 | 12.2  | 6.7  | -1.1 | -7.8 | 4.4   |
| 降水量（mm）  | 53.3  | 43.2  | 71.1 | 68.6 | 78.7 | 86.4 | 76.2 | 86.4 | 101.6 | 94.0 | 78.7 | 63.5 | 901.6 |
| 降雪量（cm）  | 68.8  | 58.2  | 53.6 | 22.9 | 3.6  | --   | --   | --   | 0.5   | 10.2 | 42.7 | 67.8 | 328.3 |

## 名所

### 公園とレクリエーション
マーケットの市内には大小いくつもの公園がある。その中でも最も名の知れた公園は市の北側に位置し、スペリオル湖に突き出すプレスク・アイル・パーク（Presque Isle Park）である。1,310,000m²におよぶ園内のほとんどは森林で占められている。園内には野外劇場、見晴台、マリーナ、売店、ピクニックテーブル、バーベキュー場、冬にはクロスカントリースキーのコースにもなる遊歩道などの施設がある。また、ムースウッド自然センター（Moosewood Nature Center）も園内に建っている。

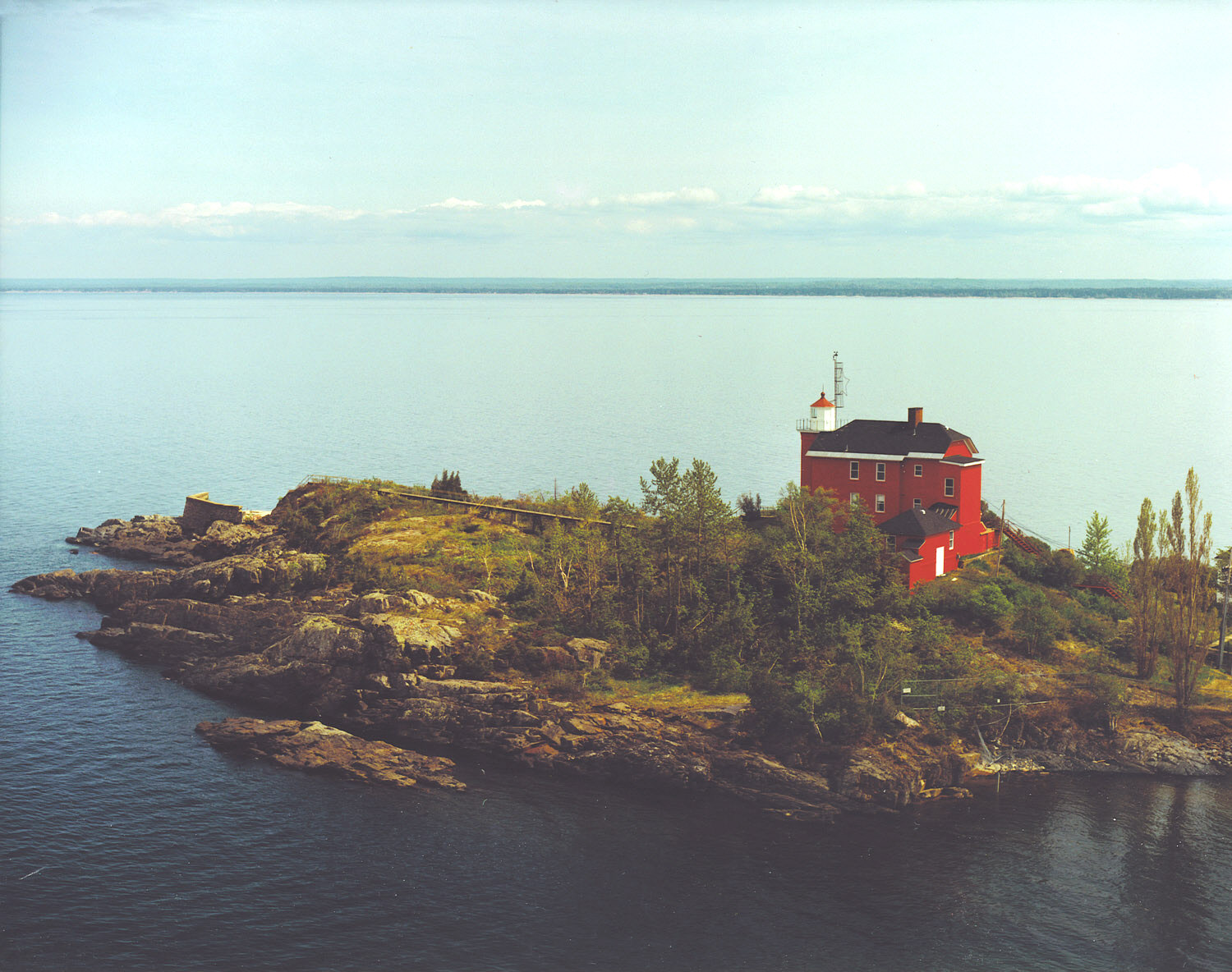
スペリオル湖に突き出る岬に建つアメリカ沿岸警備隊の灯台

スペリオル湖岸にはサウス・ビーチ・パーク（South Beach Park）とマッカーティーズ・コーブ（McCarty's Cove）という2ヶ所のビーチがある。スペリオル湖の水が冷たいため遊泳には適さないが、夏に吹く湖からの風は周辺に涼しさをもたらしている。いずれのビーチもピクニックエリア、グリル、児童遊園を備え、ライフガードが常駐している。マッカーティーズ・コーブの南に隣接する岬にはアメリカ沿岸警備隊の灯台が建っている。
このほか、マーケット市内にはツーリスト・パーク（Tourist Park）、ファウンダーズ・ランディング（Founder's Landing）、ラボンテ・パーク（LaBonte Park）、マットソン・ロウアー・ハーバー・パーク（Mattson Lower Harbor Park）、シラス・パーク（Shiras Park）、ウィリアムズ・パーク（Williams Park）、ハーロー・パーク（Harlow Park）、ポケット・パーク（Pocket Park）、スプリング・ストリート・パーク（Spring Street Park）、ファザー・マーケット・パーク（Father Marquette Park）などの公園がある。
これらの公園に加えて、マーケット市内にはいくつかのレクリエーション施設もある。スペリオル・ドームは木造のドーム競技場としては世界最大のものである。同競技場は北ミシガン大学が所有しており、同学のフットボールチームのホームの試合が行われる。また、同競技場では数々のイベントも執り行われ、周辺地域から観客を集めている。イベントはアイスホッケーの競技場であるレイクビュー・アリーナでも執り行われる。アリーナの屋外にあるスケートボードパークは夏の期間中開かれ、スケートボードを楽しむことができる。
また、マーケット市内には自転車道や歩道が張り巡らされている。自動車の通らないこれらの道は近年延伸が進み、町を「歩きやすい、住みやすいコミュニティ」として宣伝するのに一役買っている。プレスク・アイル・パークやフィット・ストリップ（Fit Strip）にはクロスカントリースキーのコースがある。また、ツーリスト・パークはキャンプ場を備えている。

### 博物館・美術館
マーケットはアッパー半島の文化の中心地でもあり、複数の博物館・美術館が建つ。マーケット海事博物館（The Marquette Maritime Museum）はスペリオル湖岸、アメリカ沿岸警備隊の灯台の近くに建っている。夏の期間中だけ開いているこの博物館はマーケットにおける海事の歴史など、海事にまつわる展示物を展示している。同博物館からは歴史的なマーケット・ハーバー灯台のツアーの出発地ともなっている。
バラガ・アベニューにはアッパー半島子供博物館（The Upper Peninsula Children's Museum）が建っている。同博物館は1年中開館しており、子供が展示物に触れ、楽しみながら学ぶことができる。博物館の外にはバニー・ブレッド（Bunny Bread）のサインがかかっている。
ダウンタウンのフロント・ストリートにはマーケット郡歴史博物館（The Marquette County History Museum）がある。同博物館は1年中開館しており、マーケット郡の歴史に関するあらゆる展示物を展示している。館内には図書館や土産物屋もある。
北ミシガン大学はデボス美術館（The DeVos Art Museum）という美術館を有している。また、オアシス現代美術ギャラリー（The Oasis Gallery for Contemporary Art）もマーケットにおける美術作品展示の場として著名である。

### イベント
マーケットでは数々のイベントも執り行われる。毎年7月にはブルーグラス、ケイジャン、ゴスペルなど全米各地の伝統音楽が演奏されるハイアワサ音楽祭（Hiawatha Music Festival）がツーリスト・パークで執り行われる。全米の他都市同様、マーケットでも7月4日の独立記念日は盛大に祝われる。鉄山地帯からスペリオル湖までを走るマウンテンバイクのレースも、自転車道が整備され、自転車の盛んなマーケットならではのイベントである。冬には犬ぞりレースやクロスカントリースキーの長距離レースも開かれる。また、フィンランド系の住民が多く、フィンランド文化の影響を強く受けているアッパー半島の中心地らしく、フィンランド伝統のスポーツである奥様運びの大会もマーケットで開かれる。

## 人口動勢
以下は2000年国勢調査による人口統計データである。
| 基礎データ - 人口: 20,714人 - 世帯数: 8,071世帯 - 家族数: 4,067家族 - 人口密度: 665.3人/km²（1,723.9人/mi²） - 住居数: 8,429軒 - 住居密度: 285.2軒/km²（739.1軒/mi²） 人種別人口構成 - 白人: 95.04% - アフリカン・アメリカン: 0.82% - ネイティブ・アメリカン: 1.74% - アジア人: 0.82% - 太平洋諸島系: 0.02% - その他の人種: 0.22% - 混血: 1.33% - ヒスパニック・ラテン系: 0.77% 年齢別人口構成 - 18歳未満: 16.8% - 18-24歳: 25.9% - 25-44歳: 23.8% - 45-64歳: 19.7% - 65歳以上: 13.8% - 年齢の中央値: 31歳 - 性比（女性100人あたり男性の人口） - 総人口: 94.4 - 18歳以上: 92.4 | 世帯と家族（対世帯数） - 18歳未満の子供がいる: 23.0% - 結婚・同居している夫婦: 37.2% - 未婚・離婚・死別女性が世帯主: 10.2% - 非家族世帯: 49.6% - 単身世帯: 37.0% - 65歳以上の老人1人暮らし: 11.5% - 平均構成人数 - 世帯: 2.13人 - 家族: 2.81人 収入と家計 - 収入の中央値 - 世帯: 29,918米ドル - 家族: 48,120米ドル - 性別 - 男性: 34,107米ドル - 女性: 24,549米ドル - 人口1人あたり収入: 17,787米ドル - 貧困線以下 - 対人口: 17.0% - 対家族数: 7.2% - 18歳未満: 12.3% - 65歳以上: 5.1% |

## 姉妹都市
マーケットは以下2都市と姉妹都市提携を結んでいる。
- カジャーニ（フィンランド）
- 東近江市（日本・滋賀県） - 旧八日市市がマーケットの姉妹都市であった。